# Liste der Nummer-eins-Hits in Mexiko (2020)
Diese Liste der Nummer-eins-Hits basiert auf den offiziellen mexikanischen Streaming- und Albumcharts im Jahr 2020, die durch AMPROFON, die nationale Landesgruppe der IFPI, ermittelt werden. Aufgrund lückenhafter Veröffentlichung und Archivierung der Chartseiten sind nicht zu allen Wochen Chartdaten verfügbar. Im Juli wurde die Aktualisierung der Albumcharts eingestellt.

## Singles
| ← 2019 ← | Liste der Nummer-eins-Hits in Mexiko | Liste der Nummer-eins-Hits in Mexiko  | Liste der Nummer-eins-Hits in Mexiko | 2021 →                    |
| \| Zeitraum \| Wo. ges. \| Interpret \| Titel Autor(en) \| Zusätzliche Informationen \| \| (Zeitraum, Wochen auf Platz eins, Interpret, Titel, Autor[en], zusätzliche Informationen) \| \| \| \| \| \| ----------------------------------------------------------------------------------------- \| -------- \| ------------------------------------- \| ----------------------------------------------------------------------------------------------------------------------------------------------------------------------------------------------------------------------------------------------------------- \| ------------------------- \| \| 29. November 2019 – 27. Februar 2020 13 Wochen \| 13 \| Nicki Minaj & Karol G \| Tusa[1][2] Onika Tanya Maraj, Kevyn Mauricio Cruz Moreno, Daniel Echavarría Oviedo, Carolina Giraldo Navarro, Juan Camilo Vargas Vásquez \| – \| \| 28. Februar 2020 – 12. März 2020 2 Wochen \| 2 \| Bad Bunny \| Si veo a tu mamá \| – \| \| 13. März 2020 – 30. April 2020 7 Wochen (insgesamt 10) \| 10 \| Bad Bunny, Ñengo Flow, Jowell y Randy \| Safaera \| – \| \| 1. Mai 2020 – 7. Mai 2020 1 Woche \| 1 \| Banda MS feat. Snoop Dogg \| Qué maldición \| – \| \| 8. Mai 2020 – 11. Juni 2020 5 Wochen (insgesamt 10) \| 10 \| Bad Bunny, Ñengo Flow, Jowell y Randy \| Safaera \| – \| \| 12. Juni 2020 – 25. Juni 2020 2 Wochen \| 2 \| J Balvin \| Azul \| – \| \| 26. Juni 2020 – 2. Juli 2020 1 Woche \| 1 \| Sech \| Relación Carlos Isaias Morales Williams, Jorge Valdes, Joshua Javier Mendez, Ramses Ivan Herrera Soto, Miguel Andres Martinez Perea \| – \| \| 3. Juli 2020 – 13. August 2020 6 Wochen \| 6 \| Nio Garcia, Anuel AA & Myke Towers \| La jeepeta \| – \| \| 14. August 2020 – 29. Oktober 2020 11 Wochen \| 11 \| Maluma \| Hawái Bryan Snaider Lezcano Chaverra, Edgar Barrera, Kevin Mauricio Jiménez Londoño, Kevyn Mauricio Cruz Moreno, Juan Camilo Vargas Vasquez, Juan Luis Londoño Arias, Rene David Cano Rios, Stiven Rojas, Andrés Uribe Marín, Johan Esteban Espinosa Cuervo \| – \| \| 30. Oktober 2020 – 10. Dezember 2020 6 Wochen (insgesamt 15) \| 15 \| Bad Bunny & Jhay Cortez \| Dákiti Benito Antonio Martínez Ocasio, Gabriel Mora Quintero, Egbert Enrique Rosa Cintrón, Laner Nydia Yera, Jesús Manuel Nieves Cortez, Marcos Efraín Masís Fernández \| – \| \| 25. Dezember 2020 – 4. März 2021 10 Wochen (insgesamt 15) \| 15 \| Bad Bunny & Jhay Cortez \| Dákiti Benito Antonio Martínez Ocasio, Gabriel Mora Quintero, Egbert Enrique Rosa Cintrón, Laner Nydia Yera, Jesús Manuel Nieves Cortez, Marcos Efraín Masís Fernández \| – \| |                                      |                                       | |                           |
| ← 2019 |                                      |                                       | | → 2021 →                  |
| Zeitraum | Wo. ges.                             | Interpret                             | Titel Autor(en) | Zusätzliche Informationen |
| (Zeitraum, Wochen auf Platz eins, Interpret, Titel, Autor[en], zusätzliche Informationen) |                                      |                                       | |                           |
| 29. November 2019 – 27. Februar 2020 13 Wochen | 13                                   | Nicki Minaj & Karol G                 | Tusa Onika Tanya Maraj, Kevyn Mauricio Cruz Moreno, Daniel Echavarría Oviedo, Carolina Giraldo Navarro, Juan Camilo Vargas Vásquez | –                         |
| 28. Februar 2020 – 12. März 2020 2 Wochen | 2                                    | Bad Bunny                             | Si veo a tu mamá | –                         |
| 13. März 2020 – 30. April 2020 7 Wochen (insgesamt 10) | 10                                   | Bad Bunny, Ñengo Flow, Jowell y Randy | Safaera | –                         |
| 1. Mai 2020 – 7. Mai 2020 1 Woche | 1                                    | Banda MS feat. Snoop Dogg             | Qué maldición | –                         |
| 8. Mai 2020 – 11. Juni 2020 5 Wochen (insgesamt 10) | 10                                   | Bad Bunny, Ñengo Flow, Jowell y Randy | Safaera | –                         |
| 12. Juni 2020 – 25. Juni 2020 2 Wochen | 2                                    | J Balvin                              | Azul | –                         |
| 26. Juni 2020 – 2. Juli 2020 1 Woche | 1                                    | Sech                                  | Relación Carlos Isaias Morales Williams, Jorge Valdes, Joshua Javier Mendez, Ramses Ivan Herrera Soto, Miguel Andres Martinez Perea | –                         |
| 3. Juli 2020 – 13. August 2020 6 Wochen | 6                                    | Nio Garcia, Anuel AA & Myke Towers    | La jeepeta | –                         |
| 14. August 2020 – 29. Oktober 2020 11 Wochen | 11                                   | Maluma                                | Hawái Bryan Snaider Lezcano Chaverra, Edgar Barrera, Kevin Mauricio Jiménez Londoño, Kevyn Mauricio Cruz Moreno, Juan Camilo Vargas Vasquez, Juan Luis Londoño Arias, Rene David Cano Rios, Stiven Rojas, Andrés Uribe Marín, Johan Esteban Espinosa Cuervo | –                         |
| 30. Oktober 2020 – 10. Dezember 2020 6 Wochen (insgesamt 15) | 15                                   | Bad Bunny & Jhay Cortez               | Dákiti Benito Antonio Martínez Ocasio, Gabriel Mora Quintero, Egbert Enrique Rosa Cintrón, Laner Nydia Yera, Jesús Manuel Nieves Cortez, Marcos Efraín Masís Fernández                                                                                      | –                         |
| 25. Dezember 2020 – 4. März 2021 10 Wochen (insgesamt 15) | 15                                   | Bad Bunny & Jhay Cortez               | Dákiti Benito Antonio Martínez Ocasio, Gabriel Mora Quintero, Egbert Enrique Rosa Cintrón, Laner Nydia Yera, Jesús Manuel Nieves Cortez, Marcos Efraín Masís Fernández                                                                                      | –                         |

## Alben
| ← 2019 ← | Liste der Nummer-eins-Hits in Mexiko | Liste der Nummer-eins-Hits in Mexiko | Liste der Nummer-eins-Hits in Mexiko | 2021 →                    |
| \| Zeitraum \| Wo. ges. \| Interpret \| Titel \| Zusätzliche Informationen \| \| (Zeitraum, Wochen auf Platz eins, Interpret, Titel, zusätzliche Informationen) \| \| \| \| \| \| ------------------------------------------------------------------------------ \| -------- \| ------------------- \| ------------------------------- \| ------------------------- \| \| 13. Dezember 2019 – 16. Januar 2020 5 Wochen (insgesamt 9) \| 9 \| Harry Styles \| Fine Line \| – \| \| 17. Januar 2020 – 23. Januar 2020 1 Woche \| 1 \| Selena Gomez \| Rare \| – \| \| 24. Januar 2020 – 30. Januar 2020 1 Woche (insgesamt 9) \| 9 \| Harry Styles \| Fine Line \| – \| \| 31. Januar 2020 – 6. Februar 2020 1 Woche \| 1 \| Louis Tomlinson \| Walls \| – \| \| 7. Februar 2020 – 13. Februar 2020 1 Woche \| 1 \| Danna Paola \| Sie7te \| – \| \| 14. Februar 2020 – 5. März 2020 3 Wochen (insgesamt 5) \| 5 \| Alejandro Fernández \| Hecho en México \| – \| \| 6. März 2020 – 12. März 2020 1 Woche \| 1 \| Siddhartha \| Memoria futuro \| – \| \| 13. März 2020 – 19. März 2020 1 Woche \| 1 \| Niall Horan \| Heartbreak Weather \| – \| \| 20. März 2020 – 26. März 2020 1 Woche (insgesamt 5) \| 5 \| Alejandro Fernández \| Hecho en México \| – \| \| 27. März 2020 – 9. April 2020 2 Wochen \| 2 \| The Weeknd \| After Hours \| – \| \| 10. April 2020 – 23. April 2020 2 Wochen \| 2 \| Zoé \| MTV Unplugged – Música de Fondo \| – \| \| 24. April 2020 – 30. April 2020 1 Woche (insgesamt 2) \| 2 \| Twenty One Pilots \| Vessel \| – \| \| 1. Mai 2020 – 7. Mai 2020 1 Woche (insgesamt 5) \| 5 \| Alejandro Fernández \| Hecho en México \| – \| \| 8. Mai 2020 – 14. Mai 2020 1 Woche (insgesamt 2) \| 2 \| Twenty One Pilots \| Vessel \| – \| \| 22. Mai 2020 – 11. Juni 2020 3 Wochen (insgesamt 9) \| 9 \| Harry Styles \| Fine Line \| – \| \| 12. Juni 2020 – 2. Juli 2020 3 Wochen \| 3 \| Lady Gaga \| Chromatica \| – \| |                                      |                                      |                                      |                           |
| ← 2019 |                                      |                                      |                                      | → 2021 →                  |
| Zeitraum | Wo. ges.                             | Interpret                            | Titel                                | Zusätzliche Informationen |
| (Zeitraum, Wochen auf Platz eins, Interpret, Titel, zusätzliche Informationen) |                                      |                                      |                                      |                           |
| 13. Dezember 2019 – 16. Januar 2020 5 Wochen (insgesamt 9) | 9                                    | Harry Styles                         | Fine Line                            | –                         |
| 17. Januar 2020 – 23. Januar 2020 1 Woche | 1                                    | Selena Gomez                         | Rare                                 | –                         |
| 24. Januar 2020 – 30. Januar 2020 1 Woche (insgesamt 9) | 9                                    | Harry Styles                         | Fine Line                            | –                         |
| 31. Januar 2020 – 6. Februar 2020 1 Woche | 1                                    | Louis Tomlinson                      | Walls                                | –                         |
| 7. Februar 2020 – 13. Februar 2020 1 Woche | 1                                    | Danna Paola                          | Sie7te                               | –                         |
| 14. Februar 2020 – 5. März 2020 3 Wochen (insgesamt 5) | 5                                    | Alejandro Fernández                  | Hecho en México                      | –                         |
| 6. März 2020 – 12. März 2020 1 Woche | 1                                    | Siddhartha                           | Memoria futuro                       | –                         |
| 13. März 2020 – 19. März 2020 1 Woche | 1                                    | Niall Horan                          | Heartbreak Weather                   | –                         |
| 20. März 2020 – 26. März 2020 1 Woche (insgesamt 5) | 5                                    | Alejandro Fernández                  | Hecho en México                      | –                         |
| 27. März 2020 – 9. April 2020 2 Wochen | 2                                    | The Weeknd                           | After Hours                          | –                         |
| 10. April 2020 – 23. April 2020 2 Wochen | 2                                    | Zoé                                  | MTV Unplugged – Música de Fondo      | –                         |
| 24. April 2020 – 30. April 2020 1 Woche (insgesamt 2) | 2                                    | Twenty One Pilots                    | Vessel                               | –                         |
| 1. Mai 2020 – 7. Mai 2020 1 Woche (insgesamt 5) | 5                                    | Alejandro Fernández                  | Hecho en México                      | –                         |
| 8. Mai 2020 – 14. Mai 2020 1 Woche (insgesamt 2) | 2                                    | Twenty One Pilots                    | Vessel                               | –                         |
| 22. Mai 2020 – 11. Juni 2020 3 Wochen (insgesamt 9) | 9                                    | Harry Styles                         | Fine Line                            | –                         |
| 12. Juni 2020 – 2. Juli 2020 3 Wochen | 3                                    | Lady Gaga                            | Chromatica                           | –                         |